# Allobates marchesianus
Allobates marchesianus (synoniem: Colostethus marchesianus) is een kikkersoort uit de familie van de Aromobatidae. De wetenschappelijke naam van de soort is voor het eerst geldig gepubliceerd in 1941 door Douglas Edvard Melin.
De soort komt voor in het Amazonegebied in Brazilië, in de staat Amazonas in Venezuela en in het departement Amazonas in Colombia. De waarnemingen in Venezuela zouden van een andere soort kunnen zijn. Als dat duidelijker is zal dat een aparte soort worden. A. marchesianus leeft in het regenwoud. De vrouwtjes leggen waarschijnlijk hun eieren in de grond en mannetjes vervoeren vervolgens die eieren naar water, waar de dieren verder ontwikkelen.
1. ↑  Amphibia Web, Allobates marchesianus. Gearchiveerd op 17 maart 2016.